# Barytongitarr
Barytongitarr, eller kvartbasgitarr, eller B-basgitarr, är en 6-strängad gitarr. I allt väsentligt överensstämmer det med en klassisk, akustisk gitarr eller halvakustisk gitarr. 
Det som skiljer barytongitarr från övriga gitarrer är stämningen, som för barytongitarr vanligen är en kvart lägre, med bibehållet intervall mellan strängarna. Detta innebär att den går att spela med normal gitarr-fingersättning. Detta dock under förutsättning att den som spelar "tänker sub-dominant". Exempelvis, om man vill spela en 3-ackordslåt i C-dur är tonikan är då C-dur, som omges av en dominant, i detta fall G-dur och en subdominant, i detta fall F-dur. För att C-durackordet skall låta rätt måste du använda F-durgreppet. G-dur spelas som C-dur och F-dur som Bb-dur, och så vidare.
Observera att alternativa stämningar förekommer, vilka inte behandlas här.